# Medinilla corneri
Medinilla corneri är en tvåhjärtbladig växtart som beskrevs av Regalado. Medinilla corneri ingår i släktet Medinilla och familjen Melastomataceae. Inga underarter finns listade i Catalogue of Life.